# Оканоган (округ, Вашингтон)
Шаблон:StateAbbr_ 48°33′ пн. ш. 119°45′ зх. д. / 48.55° пн. ш. 119.75° зх. д.
Округ Оканоган (англ. Okanogan County) — округ (графство) у штаті Вашингтон, США. Ідентифікатор округу 53047.

## Історія
Округ утворений 1888 року.

## Демографія
За даними перепису 2000 року загальне населення округу становило 39564 осіб, зокрема міського населення було 8466, а сільського — 31098. Серед мешканців округу чоловіків було 19706, а жінок — 19858. В окрузі було 15027 домогосподарств, 10585 родин, які мешкали в 19085 будинках. Середній розмір родини становив 3,04.
Віковий розподіл населення поданий у таблиці:
| Стать    | До 15 років | 15-21 | 22-29 | 30-39 | 40-49 | 50-65 | 65-85 | Понад 85 |
| -------- | ----------- | ----- | ----- | ----- | ----- | ----- | ----- | -------- |
| Чоловіки | 4477        | 2031  | 1670  | 2341  | 3145  | 3501  | 2308  | 233      |
| Жінки    | 4398        | 1857  | 1542  | 2455  | 3180  | 3410  | 2587  | 429      |

## Суміжні округи
- Оканаґан-Сімілкамін, Британська Колумбія, Канада — північ
- Кутеней-Баундері, Британська Колумбія, Канада — північний схід
- Феррі — схід
- Лінкольн — південний схід
- Грант — південь
- Дуглас — південь
- Шелан — південний захід
- Скеджіт — захід
- Вотком — захід
- Фрейзер-Велі, Британська Колумбія, Канада — північний захід

## Виноски
1. ↑  U.S. Decennial Census. United States Census Bureau. Архів оригіналу за 26 квітня 2015. Процитовано 7 січня 2014.
2. ↑  Historical Census Browser. University of Virginia Library. Архів оригіналу за 26 грудня 2013. Процитовано 7 січня 2014.
3. ↑  Population of Counties by Decennial Census: 1900 to 1990. United States Census Bureau. Процитовано 7 січня 2014.
4. ↑  Census 2000 PHC-T-4. Ranking Tables for Counties: 1990 and 2000 (PDF). United States Census Bureau. Процитовано 7 січня 2014.
5. ↑  State & County QuickFacts. United States Census Bureau. Архів оригіналу за 7 червня 2011. Процитовано 7 січня 2014.(англ.) Наведено за англійською вікіпедією.
6. ↑  American FactFinder. Бюро перепису населення США. Архів оригіналу за 26 лютого 2012. Процитовано 31 січня 2008.

| США | Це незавершена стаття з географії США. Ви можете допомогти проєкту, виправивши або дописавши її. |